# مجموعة بورل
في الرياضيات، مجموعة بورل (بالإنجليزية: Borel set)‏، هي كل مجموعة في فضاء طوبولوجي يمكن أن تُكَوّن انطلاقا من مجموعات مفتوحة (أو ما يكافئ ذلك، انطلاقا من مجموعات مغلقة) ، وباستعمال عمليات اتحادات قابلة للعد وتقاطعات قابلة للعد ومكملات.
سميت هذه المجموعات هكذا نسبة إلى عالم الرياضيات الفرنسي إيميل بوريل.